# Tom Schenk
Tom Schenk (Den Haag, 1951) is een Nederlands schilder en theatervormgever.
Sinds 1970 was hij “aan het theater”, aanvankelijk als danser aan het Hessisches Staatstheater in Wiesbaden maar al gauw als decorontwerper.
Tussen 1976 en 1980 ontwierp hij decors en kostuums voor tal van balletproducties voor het Nederlands Dans Theater met o.a. Jiri Kylian, William Forsythe, Nils Christe en Nacho Duato
In 1976 ontwierp hij voor het eerst een decor voor de toenmalige Haagse Comedie. Sindsdien heeft hij voor een groot aantal gezelschappen de vormgeving gedaan van ballet, toneel, opera en musical-producties.
Van 1978 tot 2000 bepaalde hij als ontwerper het gezicht van Toneelgroep De Appel met Erik Vos. Ook in Den Haag, voor Het Nationale Toneel werkte hij met o.a. Hans Croiset, Ger Thijs, Antoine Uitdehaag en Johan Doesburg.
Zijn werkterrein bleef niet tot Nederland beperkt. Enkele van de vele buitenlandse theaters waar hij werkte waren: Schaubühne Berlin, Düsseldorfer Schauspielhaus, Thaliatheater Hamburg, Volkstheater Wien, Münchner Kammerspiele, Opéra de Lyon, Opéra-Comique Paris, English National Opera London, Göteborgsoperan, New National Theatre Tokyo, Teatro Paulo Autran, Sesc Pinheiros, São Paulo.
Zijn ontwerpen voor veel operaproducties met de Japanse regisseur Yoshi Oida werden vanaf ca 1997 over de hele wereld geproduceerd en sindsdien regelmatig te zien.